# Julián Ronda
Julián Ronda Cañaveras (Carpentras, Francia, 7 de junio de 1971-Palma de Mallorca, 19 de septiembre de 2015) fue un futbolista español nacido en Francia que se desempeñaba como defensa. Inició su carrera en el filial del Mallorca en Segunda División B de España. Tras dos temporadas, subió al primer equipo, jugando cuatro temporadas en Segunda División. En el verano de 1996 jugó en el Numancia, de nuevo en Segunda B, logrando el ascenso de categoría. Fichó después por el Club Deportivo Leganés, jugando otras seis temporadas en Segunda, siendo uno de los capitanes del club. Finalizó su carrera en el Orihuela CF. Falleció el 19 de septiembre de 2015 cuando disputaba un partido de veteranos del Real Club Deportivo Mallorca. Era entrenador del Alaró en la Tercera División.

## Clubes
| Club              | País   | Año       |
| ----------------- | ------ | --------- |
| R. C. D. Mallorca | España | 1992-1996 |
| C. D. Leganés     | España | 1996-2002 |
| Orihuela C. F.    | España | 2002-2003 |